# Одіссеус Меланідіс
Одіссеус Меланідіс (5 квітня 1990) — грецький плавець.
Учасник Олімпійських Ігор 2016 року.